# Kościół św. Jana z Dukli w Żytomierzu
Kościół św. Jana z Dukli w Żytomierzu – świątynia rzymskokatolicka położona w Żytomierzu pochodząca z I połowy XIX wieku. W czasach radzieckich dom kultury, po 1990 zwrócona katolikom.

## Historia
Kościół św. Jana z Dukli (inaczej zwany seminaryjnym) powstał w latach 1828–1841, po tym jak spłonęła drewniana świątynia ufundowana przez starostę żytomierskiego Jana Kajetana Ilińskiego w XVIII wieku. Obok kościoła już w czasach polskich istniał klasztor bernardynów, skasowany w 1842 przez władze w Petersburgu. W latach trzydziestych XX wieku rząd USRR zdecydował o przekształceniu kościoła w dom kultury. Zniszczoną świątynię katolicy otrzymali ponownie w 1991. Od 1996 roku pracę duszpasterską w kościele św. Jana z Dukli podjęli franciszkanie (dawniej zwani bernardynami). W przyległym do kościoła klasztorze franciszkańskim rozmieszczona jest siedziba prowincjalnego ministra ukraińskiej prowincji franciszkańskiej p.w. św. Michała Archanioła.  

Galeria
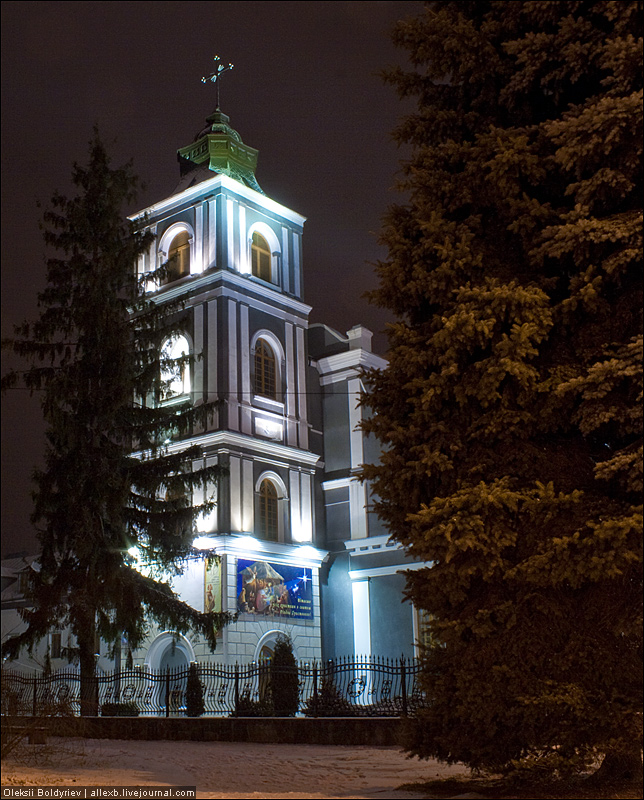
Kościół nocą
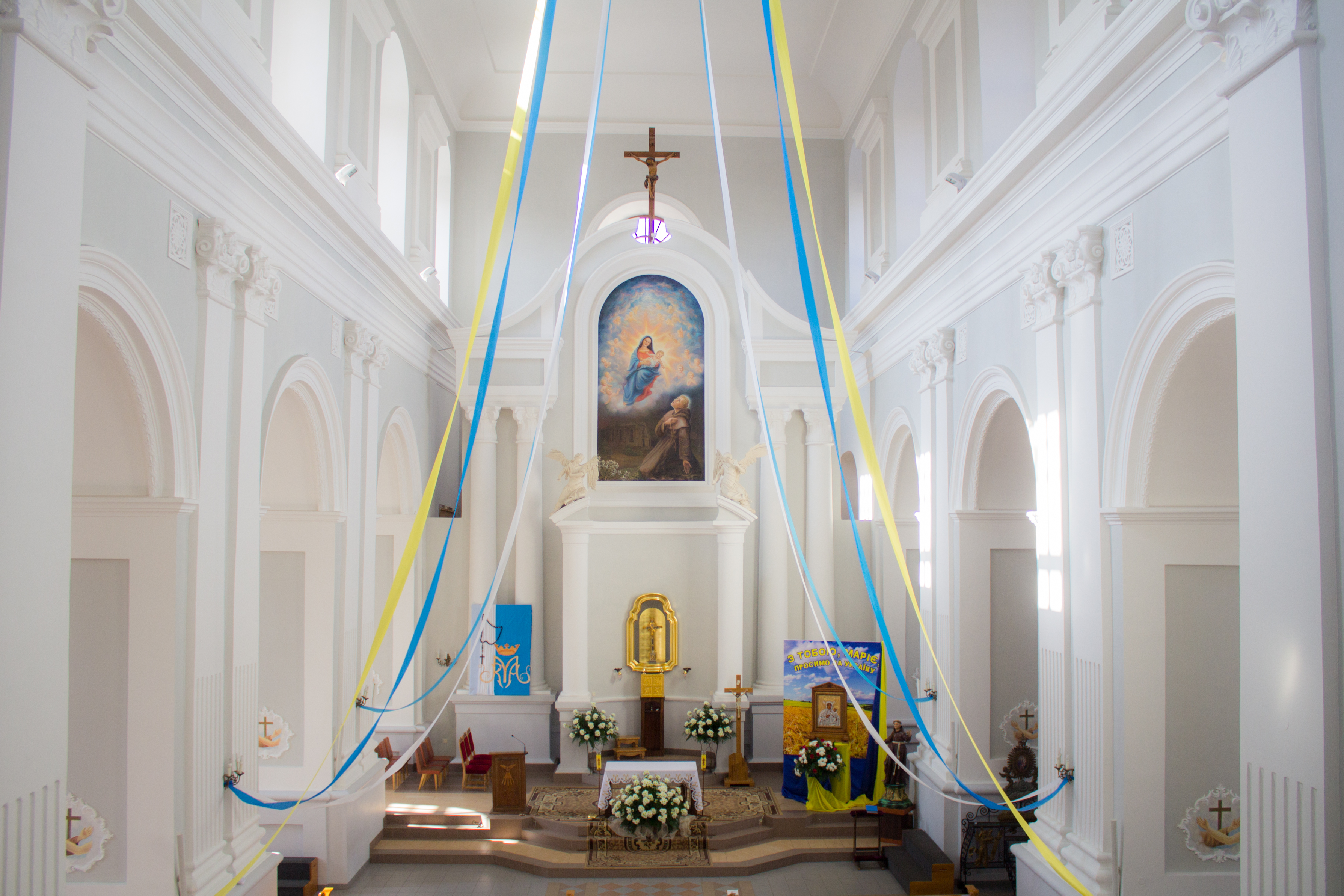
Główny ołtarz
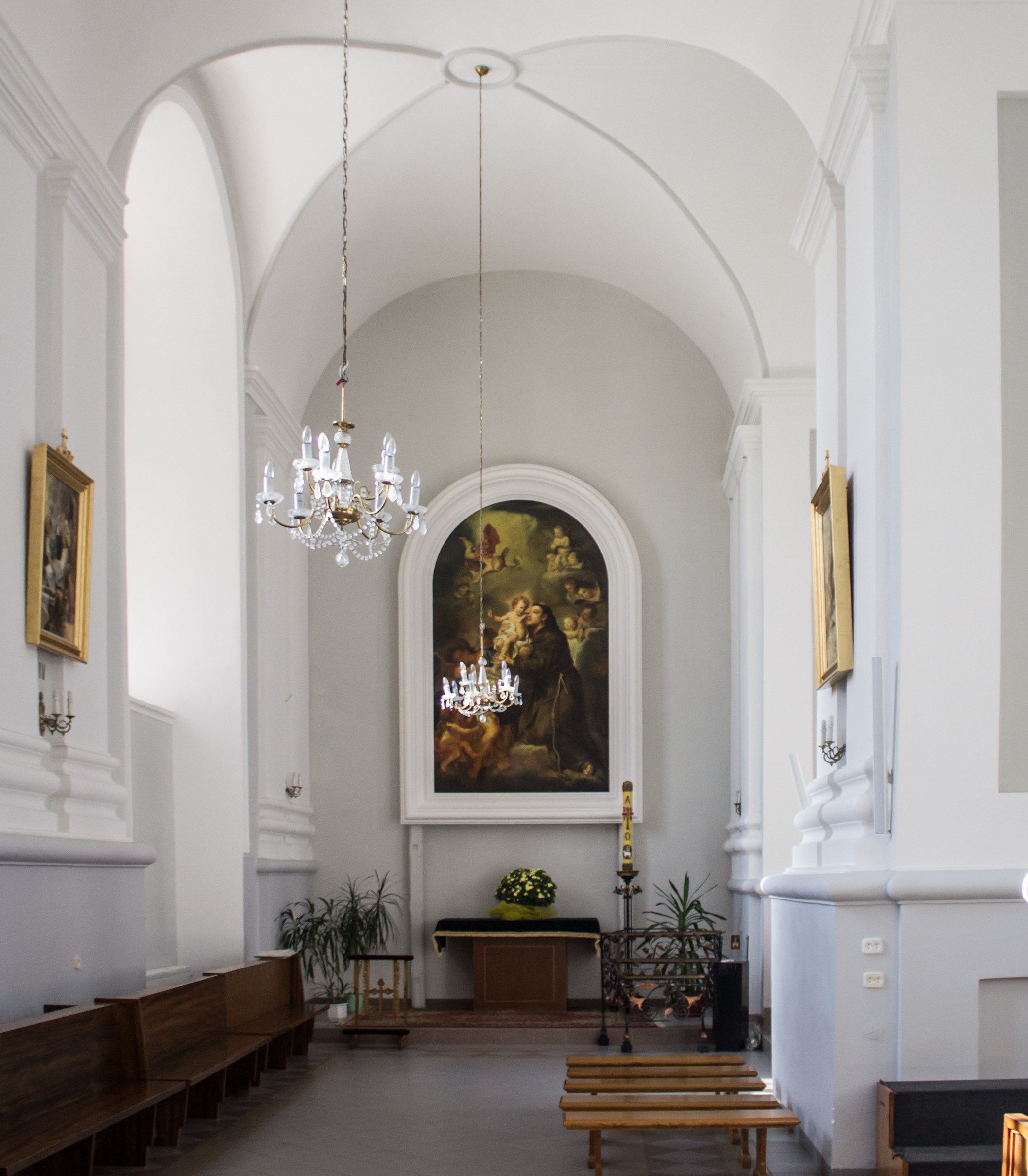
Lewy ołtarz boczny
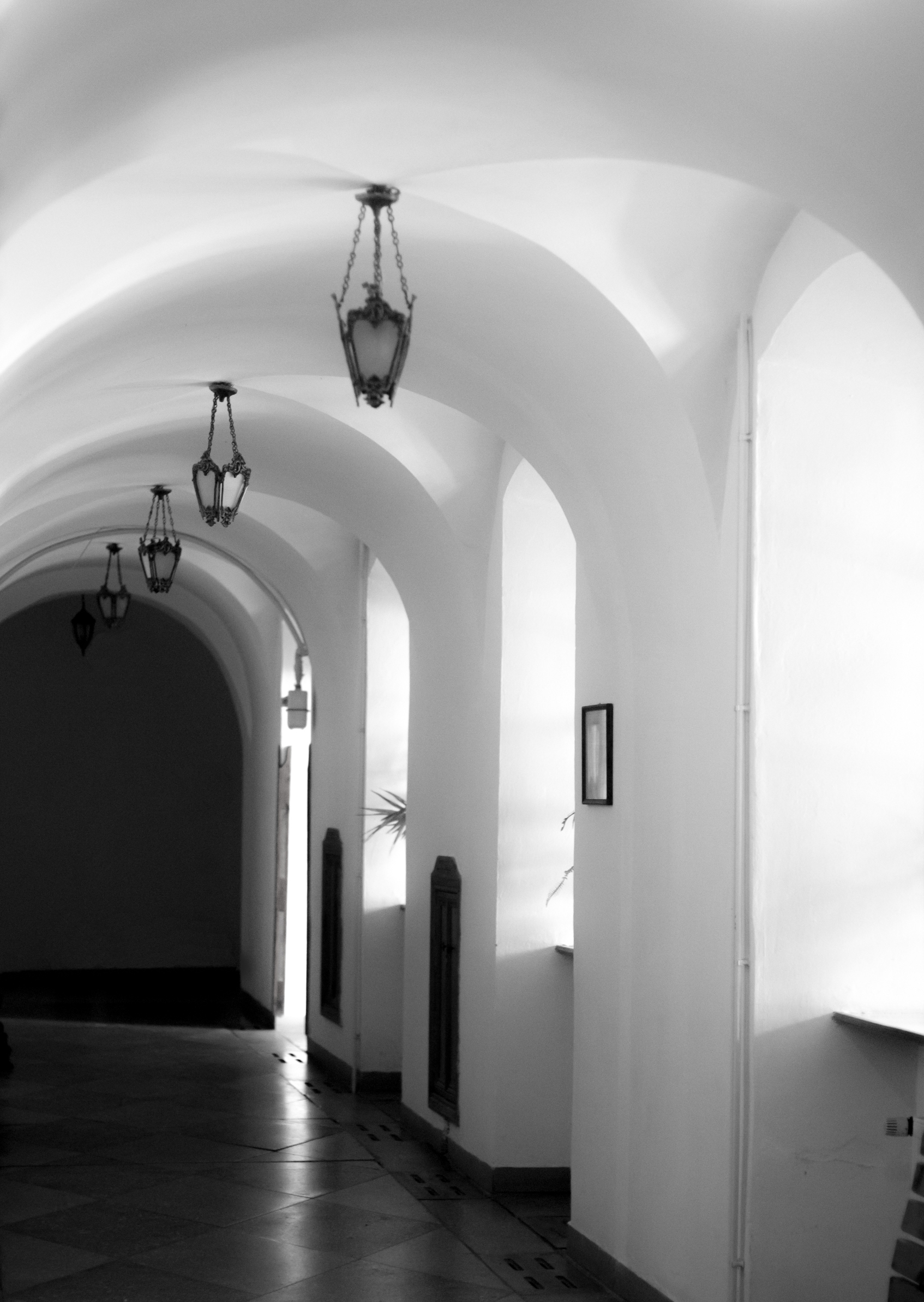
Krużganki